# Batalla de Kifangondo
La batalla de Kifangondo fue un combate librado entre el MPLA (a través de su brazo armado: las FAPLA), con el apoyo del ejército cubano, y la FNLA, con el apoyo de los ejércitos del Zaire de Mobutu Sese Seko y de Sudáfrica. La batalla se inició el 10 de noviembre de 1975 y fue determinante para la independencia de Angola.

## Desarrollo
Tras la Revolución de los Claveles el 25 de abril de 1974 en Portugal y de la decisión de las nuevas autoridades portuguesas de conceder la independencia a sus colonias, fue firmado un acuerdo en enero de 1975 entre la potencia colonial y los tres movimientos nacionalistas angoleños (FNLA, MPLA y UNITA) que habían combatido militarmente. El acuerdo preveía la formación de un Gobierno de Transición, con la presencia de portugueses y de representantes de los tres movimientos, para la organización de elecciones que culminarían en la independencia de Angola, prevista para el 11 de noviembre de 1975. En pocos meses el acuerdo se deshizo y la guerra de liberación se transformó en una guerra civil. 
Con la llegada de la fecha de la independencia, la capital Luanda, controlada por el MPLA, se convierte en un objetivo político y militar fundamental para la proclamación del nacimiento de la nueva nación. La FNLA conjuntamente con el ejército zaireño hizo un esfuerzo en dirección a la capital para apoderarse de la ciudad y ahí realizar su proclamación, desalojando el MPLA. La columna invasora, avanzando desde el norte, llegó a alcanzar Cacuaco (municipio que separa Luanda del Bengo), mientras las FAPLA y el ejército cubano ya habían establecido posiciones defensivas en Kifangondo. No consiguiendo romper éstas y faltando pocas horas para que el MPLA proclamara la independencia, del lado de la FNLA se intensificaron los bombardeos sobre Luanda como último recurso para perturbar, sin éxito. Los días siguientes, la FNLA y el ejército zairense acabaron por tener que recular para el norte de Angola. Un año más tarde las FAPLA subieron hasta el norte y empujaron a la FNLA hasta la actual República Democrática de Congo, haciendo que miles de bakongos siguieran al partido en su exilio, a causa del tribalismo por parte de los partidarios del MPLA.